# Õruste
Õruste är en ort i Estland. Den ligger i Õru kommun och landskapet Valgamaa, i den södra delen av landet, 190 km söder om huvudstaden Tallinn. Õruste ligger 50 meter över havet och antalet invånare är 120.
Terrängen runt Õruste är platt. Runt Õruste är det glesbefolkat, med 9 invånare per kvadratkilometer. Närmaste större samhälle är Valka, 16,7 km sydväst om Õruste. Omgivningarna runt Õruste är en mosaik av jordbruksmark och naturlig växtlighet.